# Геопотенцијал
Геопотенцијал је потенцијал гравитационог поља Земље. Ради погодности често се дефинише као супротна вриједност потенцијалне енергије по јединици масе, тако да се гравитациони вектор добија као градијент овог потенцијала, без негације. Треба се истаћи да негативни предзнак нема никакве аритметичке конотације већ да представља супротан смјер одговарајућег вектора.

## Дефиниција
За геофизичке примјене, сила теже се разликује од гравитације . Сила теже се дефинише као резултанта силе гравитације и центрифугалне силе изазване ротацијом Земље . Глобална средња површина мора се блиско подудра са једном од еквипотенцијалних површи геопотенцијала теже {\displaystyle W} . Ова еквипотенцијална површ, или површ константног геопотенцијала, назива се геоид . Како се гравитациона сила и центрифугална сила збрајају у силу ортогоналну на геоиду, приказано је на доњој слици (размјера скице не одговара стварности). На географској ширини од 50 степени помак између гравитационе силе (црвена линија на слици) и локалне вертикале (зелена линија на слици) је у ствари 0,098 степени. За тачку масе у покрету, центрифугална сила се више не поклапа са гравитацијом и векторски зброј није тачно ортогоналан површини Земље. То је узрок ефекта кориолиса за кретање атмосфере.
Геоид је благо заталасана површи због неправилне расподјеле маса унутар Земље, тачније због неравномјерне расподјеле густина, што утиче на локалне промјене гравитационих убрзања. Овај облик може се приближити обртним елипсоидом и које се назива референтни елипсоид . Тренутно најчешће коришћени референтни елипсоид јесте еипсоид геодетског референтног система 1980 ( ГРС80 ) који  приближава геоид на нешто више од ± 100 м, с тим да се треба истаћи да екстреми веома ријетки, и да је апроксимација сасвим погодна и за употребе карата високе тачности. Може се конструисати једноставан модел геопотенцијала {\displaystyle U} који као једну од својих еквипотенцијалних површина има овај референтни елипсоид и са истим потенцијалним моделом {\displaystyle U_{0}} као истински потенцијал {\displaystyle W_{0}} геоида; овај модел се назива нормалним потенцијалом . Разлика {\displaystyle T=W-U} назива се аномалијски потенцијал . Многе видљиве количине гравитационог поља, попут гравитационих аномалија и отклона вертикала, могу се изразити у овом аномалијском потенцијалу.
У практичном теренском раду, нпр. нивелисању, користи се алтернативна верзија геопотенцијала која се назива геопотенцијални број {\displaystyle C}, који се рачуна од геоида према топографкој површини:
{\displaystyle C=-(W-W_{0})} ,
где {\displaystyle W_{0}} је геопотенцијал геоида.

## Математичка формула
У сврху сателитске орбиталне механике, геопотенцијал се обично описује развојем математичких редова у сферне хармонике (спектрални приказ). У овом контексту геопотенцијал се узима као потенцијал гравитационог поља Земље, односно изостављајући центрифугални потенцијал.
Рјешавање геопотенцијала (Φ) у једноставном случају сфере се представља:
{\displaystyle \Phi (h)=\int _{0}^{h}g\,dz\ } 
{\displaystyle \Phi =\int _{0}^{z}\left[{\frac {Gm}{(a+z)^{2}}}\right]dz}
Затим се израз интегрише
{\displaystyle \Phi =Gm\left[{\frac {1}{a}}-{\frac {1}{a+z}}\right]}
гдје је:
G = 6,673к10 −11 Nm2/kg2 гравитациона константа,
m = 5,975к10 24 kg маса Земље,
а = 6,378к10 6 м је средњи полупречник Земље,
z је геометријска висина у метрима
Φ је геопотенцијал на висини z, који је у јединицама [m2/s2] или [J/kg].